# Filamenty cienkie
Filamenty cienkie – rodzaj filamentu, czyli włókienka budującego miofibryle.
Zbudowany jest z aktyny, troponiny i tropomiozyny. Aktyna G jest białkiem globularnym i łącząc się tworzy aktynę F (aktynę fibrylarną). Dwie spiralnie skręcone aktyny F tworzą rdzeń filamentu cienkiego. Na ten aktynowy rdzeń nawinięte są fibryle tropomiozyny. W pewnych odstępach przyczepiona jest globularna troponina. Białko to łączone jest z jonami wapnia, co powoduje zmianę położenia tropomiozyny na aktynie. Dzięki temu na aktynie odsłonięte zostają ważne miejsca wiążące miozynę. 